# 金久保優斗
金久保 優斗（かなくぼ ゆうと、1999年11月4日 - ）は、千葉県八千代市出身のプロ野球選手（投手）。右投左打。東京ヤクルトスワローズ所属。

## 経歴

### プロ入り前
八千代台小学校では1年生から北東タイガースで野球を始める。八千代市立八千代台西中学校時代は佐倉リトルシニアに所属。部活は卓球部に所属していた。3年夏にエースとして全国大会とジャイアンツカップで優勝した。
東海大市原望洋高校に進学後、1年秋からベンチ入り。2年夏は佐倉シニア時代からの1学年先輩である島孝明との二枚看板で活躍。2回戦の芝浦工大柏高校戦では5回参考ながらノーヒットノーランを記録した。しかし、準々決勝で木更津総合高校の早川隆久と投げ合い、7回途中1失点と好投するも0-1で敗れ、ベスト8。新チームになった秋からエースで4番として活躍。秋の千葉県大会を制し、関東大会では準優勝。第89回選抜高等学校野球大会では初戦で滋賀学園高校と対戦。延長13回まで2失点に抑えたが、14回に4失点を喫し、218球を投げ抜くも敗れた。3年の夏は千葉大会で準決勝で木更津総合高校と対戦し、山下輝との投げ合いに敗れ、ベスト4。
2017年度ドラフト会議にて東京ヤクルトスワローズから5巡目指名を受け、契約金2700万円、年俸500万円（金額は推定）という条件で入団。背番号は48。

### プロ入り後
2018年5月20日にイースタン・リーグでの東北楽天ゴールデンイーグルス戦で二軍初登板したが、5月23日の栃木ゴールデンブレーブスとの練習試合で右肘を痛め、トミー・ジョン手術を受けた。二軍でも1試合の登板にとどまった。
2019年も一軍登板はなかった。
2020年は10月22日の読売ジャイアンツ戦でプロ初登板を果たし、10月29日の広島東洋カープ戦ではプロ初先発して5回を無失点に抑えるなど、3試合に登板し経験を積んだ。
2021年は、4月4日の読売ジャイアンツ戦で同年初登板し、5回無失点の好投をみせるも勝ち投手とはならなかった。4月14日の横浜DeNAベイスターズ戦では5回2/3を3失点に抑え、プロ初勝利を記録した。6月1日の登板までで3勝を記録していたが、翌日コンディション回復を優先させるため一軍登録を抹消された。10月17日のDeNA戦で復帰し、先発登板で4勝目を記録。レギュラーシーズン計10試合登板、防御率2.74でリーグ制覇に貢献した。巨人とのクライマックスシリーズはリリーフ待機し、第3戦先発の原樹理が1回1/3で負傷降板した後に緊急登板。3回2/3を1失点でCS突破に貢献した。ヤクルトが20年ぶり日本一となったオリックスとの日本シリーズは全試合でベンチ入りしたものの登板機会はなかった。
2022年は、シーズン初登板となる4月15日の横浜DeNAベイスターズ戦で、新球シンカーを駆使し白星を挙げる。2度目の登板となった4月24日の阪神タイガース戦は、序盤から失点を重ね早々とKOされた。その後はリリーフで、1イニングを無失点に抑えたきり一軍に戻ってくることはなくシーズンを終えた。
2023年は、春季キャンプから一軍に抜擢されていたが開幕直前で右肩を痛めたため開幕は一軍で迎えられず、5月10日に二軍で実戦復帰を果たす。6月20日の楽天戦でブルペンデーの先発を務めシーズン初登板し、4回を無安打無失点と好投した。3回には無死満塁の場面で打席が回り、津留﨑大成から左前適時打を放ちプロ初打点も記録した。翌日、一軍登録を抹消となり、シーズン中の一軍登板はこの1試合のみとなった。二軍では15試合に登板し、防御率5.18、1勝4敗という成績だった。

## 選手としての特徴・人物
ストレートの最速は152 km/hで、両指の第一関節付近を縫い目の上に置く特殊な握りであるため、回転数が少なく、打者の手前でやや沈むように動く特長を持つ。変化球はスライダーの評価が高く、その他にはフォーク、チェンジアップ、シンカーを投じる。
趣味は映画観賞（アクションもの）と音楽鑑賞で、好きな歌手はアリアナ・グランデ。
右投げ（打席は左）ではあるが生まれつき左利きであり、サインや食事を行う際には左手を用いる。

## 詳細情報

### 年度別投手成績
| 年 度     | 球 団     | 登 板 | 先 発 | 完 投 | 完 封 | 無 四 球 | 勝 利 | 敗 戦 | セ 丨 ブ | ホ 丨 ル ド | 勝 率 | 打 者 | 投 球 回 | 被 安 打 | 被 本 塁 打 | 与 四 球 | 敬 遠 | 与 死 球 | 奪 三 振 | 暴 投 | ボ 丨 ク | 失 点 | 自 責 点 | 防 御 率 | W H I P |
| --------- | --------- | ----- | ----- | ----- | ----- | -------- | ----- | ----- | -------- | ----------- | ----- | ----- | -------- | -------- | ----------- | -------- | ----- | -------- | -------- | ----- | -------- | ----- | -------- | -------- | ------- |
| 2020      | ヤクルト  | 3     | 2     | 0     | 0     | 0        | 0     | 0     | 0        | 0           | ----  | 44    | 10.0     | 10       | 0           | 5        | 0     | 0        | 10       | 0     | 0        | 6     | 6        | 5.40     | 1.50    |
| 2021      | ヤクルト  | 10    | 8     | 0     | 0     | 0        | 4     | 1     | 0        | 0           | .800  | 180   | 42.2     | 39       | 3           | 16       | 0     | 2        | 34       | 0     | 0        | 14    | 13       | 2.74     | 1.29    |
| 2022      | ヤクルト  | 3     | 2     | 0     | 0     | 0        | 1     | 1     | 0        | 0           | .500  | 43    | 9.1      | 13       | 3           | 2        | 1     | 0        | 4        | 0     | 0        | 8     | 8        | 7.71     | 1.61    |
| 2023      | ヤクルト  | 1     | 1     | 0     | 0     | 0        | 0     | 0     | 0        | 0           | ----  | 16    | 4.0      | 0        | 0           | 3        | 0     | 2        | 2        | 0     | 0        | 0     | 0        | 0.00     | 0.75    |
| 2024      | ヤクルト  | 5     | 0     | 0     | 0     | 0        | 0     | 1     | 0        | 0           | .000  | 33    | 7.2      | 5        | 1           | 4        | 0     | 1        | 8        | 0     | 0        | 3     | 3        | 3.52     | 1.17    |
| 通算：5年 | 通算：5年 | 22    | 13    | 0     | 0     | 0        | 5     | 3     | 0        | 0           | .625  | 316   | 73.2     | 67       | 7           | 30       | 1     | 5        | 58       | 0     | 0        | 31    | 30       | 3.67     | 1.32    |

- 2024年度シーズン終了時

### 年度別守備成績
| 年 度 | 球 団    | 投手  | 投手  | 投手  | 投手  | 投手  | 投手     |
| 年 度 | 球 団    | 試 合 | 刺 殺 | 補 殺 | 失 策 | 併 殺 | 守 備 率 |
| ----- | -------- | ----- | ----- | ----- | ----- | ----- | -------- |
| 2020  | ヤクルト | 3     | 0     | 1     | 0     | 0     | 1.000    |
| 2021  | ヤクルト | 10    | 6     | 3     | 1     | 1     | .900     |
| 2022  | ヤクルト | 3     | 0     | 2     | 0     | 0     | 1.000    |
| 2023  | ヤクルト | 1     | 0     | 1     | 0     | 0     | 1.000    |
| 2024  | ヤクルト | 5     | 0     | 2     | 0     | 0     | 1.000    |
| 通算  | 通算     | 22    | 6     | 9     | 1     | 1     | .938     |

- 2024年度シーズン終了時

### 記録
初記録
投手記録
- 初登板：2020年10月22日、対読売ジャイアンツ19回戦（明治神宮野球場）、4回表に3番手で救援登板、2回無失点
- 初奪三振：同上、5回表に丸佳浩から空振り三振
- 初先発登板：2020年10月29日、対広島東洋カープ23回戦（MAZDA Zoom-Zoom スタジアム広島）、5回無失点で勝敗つかず
- 初勝利・初先発勝利：2021年4月14日、対横浜DeNAベイスターズ5回戦（明治神宮野球場）、5回2/3を3失点
- 初ホールド：2025年6月8日、対福岡ソフトバンクホークス3回戦（明治神宮野球場）、7回表に4番手で救援登板、1/3回無失点[26]

打撃記録
- 初打席：2020年10月29日、対広島東洋カープ23回戦（MAZDA Zoom-Zoom スタジアム広島）、2回表に薮田和樹から二ゴロ
- 初安打：2020年11月5日、対阪神タイガース23回戦（阪神甲子園球場）、2回表に西勇輝から中越二塁打
- 初打点：2023年6月20日、対東北楽天ゴールデンイーグルス3回戦（明治神宮野球場）、3回裏に津留﨑大成から左前適時打[27]

### 背番号
- 48（2018年[7] - ）

### 登場曲
- 『Warriors』イマジン・ドラゴンズ（2021年）
- 『アンダーグラウンド』MY FIRST STORY（2021年 - ）※登板時
- 『White Flag』Bishop Briggs（2021年 - ）※打席時